# Krasnogorskij rajon (Territorio dell'Altaj)
Il Krasnogorskij rajon (in russo Красногорский район?) è un rajon del Kraj dell'Altaj, in Russia; il capoluogo è Krasnogorskoe. Il rajon, istituito nel 1924, ha una superficie di 3070 chilometri quadrati e una popolazione di circa 16.000 abitanti.